# Cap de Marimanya
El Cap de Marimanya, en occità Cap de Marimanha, és una muntanya de 2.629 metres d'altitud que forma part del massís de Beret i pertany geogràficament a la vall d'Aran. La muntanya es troba en el límit occidental del Parc Natural de l'Alt Pirineu, i també al límit entre els municipis d'Alt Àneu, a la comarca del Pallars Sobirà, i de Naut Aran, a la comarca de la Vall d'Aran.
La muntanya es un punt de confluència de tres valls:
- El Circ de Baciver, situat al sud.
- El Circ dera Herradura, situat al nord-est.
- El Clot de l'Os, situat al nord-oest.